# Ganshoren
Ganshoren és una de les 19 comunes de la Regió de Brussel·les-Capital.
L'1 de gener de 2005, tenia uns 20 609 habitants. La seva superfície és de 2,5 km².
Limita amb les comunes d'Asse, de Koekelberg, Berchem-Sainte-Agathe i Jette.